# Лубоярви
Лубоярви — озеро на территории Поросозерского сельского поселения Суоярвского района Республики Карелия.

## Общие сведения
Площадь озера — 22 км², площадь бассейна — 147 км², располагается на высоте 177,0 метров над уровнем моря.
Котловина ледниково-тектонического происхождения.
Форма озера лопастная, продолговатая, вытянуто с юго-востока на северо-запад. Берега озера сильно изрезанные, каменисто-песчаные, частично заболоченные.
Основной приток река Сапсанга. С восточной стороны в озеро втекает короткая протока, текущая из озёр Сарги и Матка.
Сток из озера осуществляется короткой протокой в Вонгозеро, откуда через озеро Мярат воды попадают в реку Чеба.
На озере расположены 26 островов общей площадью 2,7 км², однако их количество может варьироваться в зависимости от уровня воды.
Рыбы: щука, окунь, плотва, сиг, ряпушка, налим, ёрш.
Код водного объекта в государственном водном реестре — 01040100211102000017609.